# Karl Harbacher
Karl Harbacher, né le 2 novembre 1879 à Klagenfurt (Autriche-Hongrie) et mort le 8 mars 1943 à Berlin (Allemagne), est un acteur austro-hongrois du cinéma allemand.

## Filmographie partielle
- 1920 : So ein Mädel d'Urban Gad
- 1921 : Les Trois Lumières (Der Müde Tod) de Fritz Lang
- 1924 : Catherine ou Une vie sans joie de Jean Renoir et Albert Dieudonné
- 1926 : Nana de Jean Renoir
- 1926 : Manon Lescaut d'Arthur Robison
- 1930 : Das Kabinett des Dr. Larifari de Robert Wohlmuth
- 1931 : Sur le pavé de Berlin (Berlin-Alexanderplatz - Die Geschichte Franz Biberkopfs) de Phil Jutzi
- 1933 : Victor et Victoria (Viktor und Viktoria) de Reinhold Schünzel
- 1937 : Frauenliebe - Frauenleid d'Augusto Genina
- 1942 : L'Implacable Destin (Der große Schatten) de Paul Verhoeven
- 1943 : Les Aventures fantastiques du baron Münchhausen (Münchhausen) de Josef von Báky
- 1950 : No, No, Nanette (Tea for Two) de David Butler